# کورچولو
کورچولو (به لاتین: Kürçülü، تا ۱ مارس ۲۰۰۳ کرد چولو Kürd Çullu) یک منطقه مسکونی در جمهوری آذربایجان است که در شهرستان شرور واقع شده است. کورچولو ۸۶۵ نفر جمعیت دارد.